# 圣彼得罗因古
圣彼得罗因古（義大利語：San Pietro in Gu）是意大利威尼托大区帕多瓦省的一个市镇。总面积17.8平方公里，人口4608人，人口密度258.9人/平方公里（2009年）。国家统计（ISTAT）代码为028078。